# XIII з'їзд РКП(б)
Тринадцятий З'їзд Російської комуністичної партії (більшовиків) — проходив в Москві з 23 травня по 31 травня 1924.
На З'їзді присутнє були 1164 делегатів, з їх: 748 з вирішальним голосом, 416 з дорадчим голосом.
Й. В. Сталін, використовуючи свою владу генсека ЦК РКП(б), добився повного переважання своїх прихильників на з'їзді. Жоден з лідерів опозиції не мав вирішального голосу на з'їзді (навіть член Політбюро Л. Д. Троцький і члени ЦК Г. Л. Пятаков, Х. Г. Раковський і К. Б. Радек, вони мали тільки дорадчі голоси)

## Порядок денний
- 1. Про надання кандидатам в члени РКП права вирішального голосу при виборах на XIII з'їзд РКП
- 2. Політичний звіт ЦК (Г. Є. Зінов'єв)
- 3. Організаційний звіт ЦК (Й. В. Сталін)
- 4. Звіт Центральної ревізійної комісії (Д. І. Курський)
- 5. Звіт ЦКК (В. В. Куйбишев)
- 6. Звіт представництва РКП (б) у Виконкомі Комінтерну (Н. І. Бухарін)
- 7. Про внутрішню торгівлю і кооперацію: про

а) Про товарообіг і планову роботу
б) Про кооперацію (Л. Б. Каменєв, співдоповідачі Р. М. Кржіжановський, А. А. Андрєєв)
- 8. Про роботу в селі (М. І. Калінін, співдоповідач Н. Д. Крупська)
- 9. Про роботу серед молоді (Н. І. Бухарін)
- 10. Про партійно-організаційні питання (В. М. Молотов)
- 11. Повідомлення про рукописи К. Маркса і Ф. Енгельса (Д. Б. Рязанов)
- 12. Повідомлення про роботу інституту Леніна (Л. Б. Каменєв)
- 13. Вибори центральних установ партії

## «Засідання» Леніна
Декілька місяців перед з'їздом йшло обговорення між Політбюро і вдовою В. І. Ленина Н. К. Крупською з питань оголошення ленінського «Листа до з'їзду» («Заповіти»). Все Політбюро окрім Троцького було проти. Проте перед з'їздом Крупська передала лист комісії з ленінської спадщини, що складалася з Й. В. Сталіна, Г. Є. Зінов'єва і Л. Б. Каменєва. 21 травня 1924, за 2 дні до офіційного відкриття з'їзду лист оповісти на засіданні Ради старійшин (нестатутного органу, що складається з членів ЦК і керівників місцевих партійних організацій).
Л. Б. Каменєв зачитав ленінський лист. Троцький так описує цю подію:
| Радек: — Тепер вони не посміють йти проти вас. Він мав на увазі два місця листа: одне, яке характеризувало Троцького як «найздібнішу людину в справжньому ЦК», і інше, яке вимагало зсуву Сталіна, зважаючи на його грубість, недолік лояльності і схильності зловживати владою. Я відповів Радеку: — Навпаки, тепер їм доведеться йти ло кінця, і притому як можна швидше |
Далі, Сталін на цьому засіданні вперше запропонував подати у відставку:
| — Що ж, я дійсно грубий… Ілліч пропонує вам знайти іншого, який відрізнявся б від мене тільки більшою ввічливістю. Що ж, спробуйте знайти. — Нічого, — відповідав з місця голос один з тодішніх друзів Сталіна — Нас грубістю не налякаєш, вся наша партія груба, пролетарська |
Каменєв запропонував вирішити питання голосуванням. Більшість висловилася за залишення Сталіна на посту генсека, проти голосували тільки прихильники Троцького. Потім була проголосована пропозиція, що документ повинен оповістити на закритих засіданнях окремих делегацій, при цьому ніхто не мав права робити записи і на засіданнях з'їзду на «Заповіт» було посилатися не можна.

## Рішення з'їзду
На з'їзді вибрано:
- Центральний Комітет: 23 член, 34 кандидатів в члени ЦК
- Центральна ревізійна комісія: 3 члени
- Центральна Контрольна Комісія: 151 член

### Персональний склад членів Центрального комітету РКП (б), обраний з'їздом
1. Андреєв Андрій Андрійович (1895—1971)
2. Антипов Микола Кирилович (1894—1938)
3. Бубнов Андрій Сергійович (1884—1938)
4. Бухарін Микола Іванович (1888—1938)
5. Ворошилов Климент Єфремович (1881—1969)
6. Дзержинський Фелікс Едмундович (1877—1926)
7. Догадов Олександр Іванович (1888—1937)
8. Євдокимов Григорій Єремійович (1884—1936)
9. Залуцький Петро Антонович (1887—1937)
10. Зеленський Ісаак Абрамович (1890—1938)
11. Зінов'єв Григорій Овсійович (1883—1936)
12. Каганович Лазар Мойсейович (1893—1991)
13. Калінін Михайло Іванович (1875—1946)
14. Каменєв Лев Борисович (1883—1936)
15. Квірінг Еммануїл Йонович (1888—1937)
16. Кіров Сергій Миронович (1886—1934)
17. Колотилов Микола Миколайович (1885—1937)
18. Комаров Микола Павлович (1886—1937)
19. Косіор Станіслав Вікентійович (1889—1939)
20. Красін Леонід Борисович (1870—1926)
21. Кржижановський Гліб Максиміліанович (1872—1959)
22. Кубяк Микола Опанасович (1881—1937)
23. Куклін Олександр Сергійович (1876—1936)
24. Лашевич Михайло Михайлович (1884—1928)
25. Лепсе Іван Іванович (1889—1929)
26. Лобов Семен Семенович (1888—1937)
27. Мануїльський Дмитро Захарович (1883—1959)
28. Медведєв Олексій Васильович (1884—1937)
29. Михайлов Василь Михайлович (1894—1937)
30. Мікоян Анастас Іванович (1895—1978)
31. Молотов В'ячеслав Михайлович (1890—1986)
32. Ніколаєва Клавдія Іванівна (1893—1944)
33. Орджонікідзе Григорій Костянтинович (1886—1937)
34. Петровський Григорій Іванович (1878—1958)
35. П'ятаков Георгій Леонідович (1890—1937)
36. Раковський Христіан Георгійович (1873—1941)
37. Риков Олексій Іванович (1881—1938)
38. Рудзутак Ян Ернестович (1887—1938)
39. Румянцев Іван Петрович (1886—1937)
40. Рухимович Мойсей Львович (1889—1938)
41. Смирнов Олександр Петрович (1878—1938)
42. Сокольников Григорій Якович (1888—1939)
43. Сталін Йосип Віссаріонович (1878—1953)
44. Сулімов Данило Єгорович (1890—1937)
45. Томський Михайло Павлович (1880—1936)
46. Троцький Лев Давидович (1879—1940)
47. Угланов Микола Олександрович (1886—1937)
48. Уханов Костянтин Васильович (1891—1937)
49. Фрунзе Михайло Васильович (1885—1925)
50. Харитонов Мойсей Маркович (1887—1948)
51. Цюрупа Олександр Дмитрович (1870—1928)
52. Чубар Влас Якович (1891—1939)
53. Шварц Ісаак Ізраїлевич (1879—1951)

Персональний склад кандидатів у члени Центрального Комітету ВКП(б), обраний з'їздом:
1. Артюхіна Олександра Василівна
2. Бадаєв Олексій Єгорович
3. Варейкіс Йосип Михайлович
4. Владимиров Мирон Костянтинович
5. Гей Костянтин Веніамінович
6. Глебов-Авілов Микола Павлович
7. Голощокін Пилип Ісайович
8. Зорін Сергій Семенович
9. Іванов Андрій Васильович
10. Іванов Василь Іванович
11. Кабаков Іван Дмитрович
12. Кіркіж Купріян Осипович
13. Коростельов Георгій Олексійович
14. Криницький Олександр Іванович
15. Марков Олександр Трохимович
16. Морозов Іван Титович
17. Москвін Іван Михайлович
18. М'ясников Олександр Федорович
19. Наріманов Наріман Кербалаї Наджаф-огли
20. Орахелашвілі Іван Дмитрович
21. Рахімбаєв Абдулло Рахімбайович
22. Риндін Кузьма Васильович
23. Румянцев Костянтин Андрійович
24. Сафаров Георгій Іванович
25. Сирцов Сергій Іванович
26. Скрипник Микола Олексійович
27. Смілга Івар Тенісович
28. Стрієвський Костянтин Костянтинович
29. Толоконцев Олександр Федорович
30. Уриваєв Михайло Єгорович
31. Цейтлін Вікторія Миколаївна
32. Чаплін Микола Павлович
33. Чудов Михайло Семенович
34. Шмідт Василь Володимирович

Персональний склад членів Центральної Ревізійної Комісії ВКП(б), обраний з'їздом:
1. Курський Дмитро Іванович
2. Скворцов-Степанов Іван Іванович
3. Уншліхт Йосип Станіславович

Персональний склад членів Центральної контрольної комісії ВКП(б), обраний з'їздом:
1. Абель Ян Карлович
2. Авдєєв Олександр Дмитрович
3. Акулов Іван Олексійович
4. Амосов Павло Никанорович
5. Анушенков Іван Якимович
6. Бабушкін Олександр Васильович
7. Базанов Яків Іванович
8. Баранов Петро Йонович
9. Біяков Панас Трохимович
10. Бумажний Юхим Осипович
11. Бунгш Ян Крішевич
12. Буссе Крістап Юргенович
13. Бушуєв Павло Іванович
14. Варзін Федір Сергійович
15. Васильєв Антон Юхимович
16. Васильєва Ганна Павлівна
17. Васютін Василь Пилипович
18. Вишнякова Параскевія Іванівна
19. Вікснін Сіман Оттович
20. Внуков І.П.
21. Волков Олексій Семенович
22. Гайгашкін В.О.
23. Грузель Вацлав Петрович
24. Гусєв Сергій Іванович
25. Гуськов Ілля Миколайович
26. Гуськов М.Г.
27. Джинджа Ян Мартинович
28. Долідзе Андрій Гігойович
29. Дудник Яким Минович
30. Ефендієв Султан-Меджид Меджид огли
31. Ємельянов Л.Є.
32. Єнукідзе Авель Сафронович
33. Єремєєв Костянтин Степанович
34. Завицький Герман Михайлович
35. Загребельний Марко Нестерович
36. Зайцев Олександр Миколайович
37. Заколотнєв Ф.П.
38. Засовіна І.К.
39. Зеліксон Лазар Самійлович
40. Землячка Розалія Самійлівна
41. Зотиков С.Л.
42. Ібрагімов Мірза-Алі Мухаметхасанович
43. Іванов Володимир Іванович
44. Ільїн Никифор Ілліч
45. Іонов Ілля Йонович
46. Кактинь Артур Мартинович
47. Караваєв Петро Миколайович
48. Карпухін Ф.Ф.
49. Кирилова Є.Є.
50. Кисельов Олексій Семенович
51. Клинов Яків Ілліч
52. Коковихін Михайло Миколайович
53. Комісаров Сергій Іванович
54. Коростельов Олександр Олексійович
55. Коротков Іван Іванович
56. Косарєв Володимир Михайлович
57. Котов С.С.
58. Кошайченко Є.С.
59. Кривов Тимофій Степанович
60. Крумін Микола Петрович
61. Крупська Надія Костянтинівна
62. Куйбишев Валеріан Володимирович
63. Кульков Михайло Максимович
64. Кучменко Микола Осипович
65. Ларін Віталій Пилипович
66. Лебідь Дмитро Захарович
67. Ленгнік Фрідріх Вільгельмович
68. Лисицин Микола Васильович
69. Ліздінь Георгій Янович
70. Лубяж Іван Хомич
71. Магідов Борис Йосипович
72. Макаров В.Г.
73. Мальков У.О.
74. Манжара Дмитро Іванович
75. Маринін В.О.
76. Мартикян Сергій Миколайович
77. Митрофанов Олексій Христофорович
78. Михайлов Іван Костянтинович
79. Мілютин Володимир Павлович
80. Москальов Олексій Михайлович
81. Мохов М.О.
82. Муранов Матвій Костянтинович
83. Муругов Іван Васильович
84. Назаретян Амаяк Маркарович
85. Новиков Микола Фролович
86. Новосьолов Степан Андрійович
87. Носов Іван Петрович
88. Носов Павло Макарович (Брянськ)
89. Осьмов Микола Михайлович
90. Палкін П.Д.
91. Панов Микола Федорович
92. Пастухов Михайло Дмитрович
93. Петерс Яків Христофорович
94. Пилаєв Георгій Миколайович
95. Плешаков Михайло Георгійович
96. Подвойський Микола Ілліч
97. Позерн Борис Павлович
98. Правдін Олександр Георгійович
99. Прибитковський О.М.
100. Пунич Є.Ф.
101. П'ятницький Йосип Аронович
102. Равич Сара Наумівна
103. Радус-Зенькович Віктор Олексійович
104. Радченко Андрій Федорович
105. Растопчин Микола Петрович
106. Рахманов І.В.
107. Рейнвальд Густав Оттович
108. Розіт Давид Петрович
109. Розмирович Олена Федорівна
110. Ройзенман Борис Онисимович
111. Румянцев Ф.Г.
112. Саїд-Галієв Сахіб-гарей
113. Сахарова Параскевія Федорівна
114. Сергеєв І.В. (Нижньогородська губернія)
115. Сергеєв-Комаров Олександр Миколайович (Ленінград)
116. Сергушов Михайло Сергійович
117. Смідович Софія Миколаївна
118. Смирнов І.Д. (Кострома)
119. Смородін Іван Трохимович
120. Совєтов М.П.
121. Сольц Арон Олександрович
122. Степанов Сергій Іванович
123. Стецький Олексій Іванович
124. Стуруа Іван Федорович
125. Тальберг Петро Янович
126. Ташмухамедов Атбай (Туркестан)
127. Темников Д.М.
128. Терехов Роман Якович (Донбас)
129. Толпига І.О.
130. Фектер Андрій Якович
131. Феткевич Йосип Едуардович
132. Філлер Самуїл Йонович
133. Фомін Василь Васильович
134. Хабібулла Ісмаїл (Баку)
135. Чевдаєв Федор Миколайович
136. Ченцов Іван Дмитрович
137. Чодріашвілі Г.М.
138. Чугунов Терентій Кузьмич
139. Чухалкін О.Д.
140. Чуцкаєв Сергій Єгорович
141. Шаповалов Олександр Сидорович
142. Шверник Микола Михайлович
143. Ширінкін І.В.
144. Шкірятов Матвій Федорович
145. Шотман Олександр Васильович
146. Шпагін Олексій Олексійович
147. Щетинін Д.Ф.
148. Яковенко Василь Григорович
149. Яковлєв Яків Аркадійович
150. Янсон Микола Михайлович
151. Ярославський Омелян Михайлович

### Прийняті документи
- Затверджена ухвала Пленуму ЦК РКП (б) (31 березня — 2 квітня 1924) про надання кандидатам в члени партії права вирішального голосу при виборах делегатів на XIII з'їзд РКП (б)
- Резолюція «Про терміни губернських партконференцій»

 — ухвалено рішення 2 рази на рік проводити конференції в губернських партійних організаціях
- Резолюція «По звіту Центрального Комітету»

 — схвалена політична лінія ЦК у всіх областях внутрішньої і міжнародної політики
- Резолюція «Про чергові завдання партійного будівництва»

 — визначена необхідність подальшого збільшення прийому в партію робочих, поліпшення роботи виробничих партійних осередків, зміцнення партійних органів
- Ухвала «Про роботу контрольних комісій»

 — ухвалені рішення: про структуру Центральної контрольної комісії; органах партійно-державного контролю на місцях
- Резолюція «Про кооперацію»
- Резолюція «Про роботу в селі»

## Підсумок з'їзду
Зрозуміло, головним підсумком з'їзду було залишення Сталіна на посту генсека. Через «Заповіт» тоді не вдалося вивести Троцького з Політбюро, але він залишився ще більш ізольованим, чим раніше — в ЦК залишилися з його прихильників тільки П'ятаків і Раковський. Ленінський план політичної реформи на з'їзді навіть не обговорювався.
Офіційно з'їзд відзначив, що здійснення нової економічної політики виправдало себе і забезпечило успіхи у відновленні і розвитку народного господарства. В області важкої промисловості першорядним завданням визначено розвиток металургії як основи для налагодження виробництва засобів виробництва і подальшої електрифікації країни. Була підкреслена необхідність розвитку легкої промисловості, без якої не можна було добитися господарських зв'язків між містом і селом, створити капітал для важкої індустрії.